# Луньков, Дмитрий Алексеевич
Дми́трий Алексе́евич Лунько́в (14 апреля 1936, Энгельс — 4 октября 2021) — советский и российский сценарист и режиссёр документального кино, член Российской академии кинематографических искусств «Ника» и Национальной Академии кинематографических искусств и наук России (в последней является одним из соучредителей). Заслуженный деятель искусств РСФСР (1984).

## Биография
Родился в Энгельсе (ныне Саратовская область). Детство провёл там же, окончил в 1954 году 24-ю  железнодорожную среднюю школу. Старший сын в семье из 5 детей. Отец Алексей Дмитриевич (1913—1974) — художник, мать Зинаида Васильевна (1913—1998) — домохозяйка. По окончании в 1959 году филологического факультета Саратовского университета был принят на должность редактора последних известий Саратовской студии телевидения. Работал впоследствии корреспондентом, старшим редактором сельскохозяйственных передач, главным редактором студии и киноцеха, в 1972 года перешёл на штатную должность кинорежиссёра. Работать над документальными фильмами в качестве сценариста и режиссёра начал в 1960 году. В 1990 году стал одним из создателей студии «Саратовтелефильм», был до 1996 года её художественным руководителем.
Также работал кинорежиссёром на Ленинградском телевидении (1975) снимал фильмы в кинокомпании «Иванов», в Фонде ТВ-программ (Москва). Короткое время на Центральном телевидении СССР вёл программу «Документальный экран», в начале 1990-х на ВГТРК[уточнить] вёл программу «Документальный экран России». На Саратовском телевидении вёл авторскую программу «Вчерашнее кино», названную по одноимённому фильму. Сотрудничал с Нижне-Волжской студией кинохроники.
Работал в Саратовском университете в должности доцента, вёл курсы режиссуры, мастерства сценариста на социологическом факультете (2002—2004), на филологическом факультете и в институте филологии и журналистики (2004—2011).
Член КПСС с 1963 года. Член Союза кинематографистов СССР (Поволжское отделение). Народный депутат СССР от Союза кинематографистов СССР (1989—1992), был членом Верховного Совета СССР, работал в комитете по законодательству Совета Союза Верховного Совета СССР, входил в Межрегиональную депутатскую группу. 
Член правления ассоциации документального кино Союза кинематографистов России. Был членом правления Союза.
Неоднократно был членом жюри кино-и телефестивалей, возглавлял жюри программ документальных фильмов на XI Всесоюзном фестивале телевизионных фильмов в Киеве, жюри международного экологического телефестиваля «Спасти и сохранить» в Ханты-Мансийске.
Скончался 4 октября 2021 года.

## Творчество
Автор (в качестве сценариста или режиссёра) более 60 документальных фильмов.
Герои фильмов Лунькова — участники продотрядов, создатели первых совхозов, женщины-трактористы времен войны, послевоенные председатели колхозов, хлеборобы Заволжья и Орловщины, мостостроители, мелиораторы, труженики речного флота, рабочие-рационализаторы, первые фермеры,  партийные работники в период перестройки,  поволжские немцы в годы войны и в наше время, музейные работники, художники, ученые-генетики, филологи, журналисты. Это фанатики своего дела, борцы за справедливость и созерцатели, это вспоминающие историю своего народа, приехавшие и мечтающие приехать в родное село или на его пепелище жители города, дети в кукольном театре, читатели библиотеки, поэты на празднике поэзии. Серия фильмов посвящена М. Лермонтову, И. Тургеневу, Л. Толстому, Ф. Тютчеву, их родным местам и  живущим на родине великих писателей людям.
Автор записок кинорежиссёра «Наедине с современником» (1978) и сборника сценариев «Куриловские калачи» (1984), ряда статей в сборниках работ по теории, практике и истории телевидения и кино, в периодике. Публикации и фильмы Лунькова входят в вузовские учебные программы курсов, связанных с режиссурой и тележурналистикой. Ретроспективу его фильмов показывал канал "Культура"
О том, что Д. Луньков — филолог по образованию, можно не знать, но нельзя не почувствовать его тяготения к стихии народного слова. Синхроны привораживают Лунькова. В гостинице, в поезде — где угодно, беседуя с незнакомыми людьми, режиссёр интуитивно ловит момент включения «камеры». Не случайно в языке постоянных его героев — сельских жителей — так ощутимы фольклорные моменты, так покоряют нас меткие выражения, старинный говор, музыка речи. — Сергей Муратов. 
Надо сказать, что режиссёры-документалисты, которые одновременно являются теоретиками - это очень редкое явление. Кроме Вертова я знаю только двоих. Надо сказать, что их концепция, особенно в их собственном изложении, производит даже эстетически грандиозное впечатление, не меньшее, чем их фильмы. Это Артур Пелешьян с его теорией дистанционного монтажа, совершенно не технологической, а именно философской теорией. Второй - это Дмитрий Луньков.—Сергей Муратов. 
Д. Л. убежден, что люди делятся на тех, в ком "много изображения", и —в ком его "мало". В его героях — всегда "много". — Людмила Джулай 
Режиссёр Дмитрий Луньков построил «Хронику хлебного поля» как серию монологов — председателя колхоза, бригадира, агронома, колхозника. Впрочем, о профессиях и должностях, как и об именах героев, мы узнаём позже, из финальных титров. До этого — только стихия свободной речи. Нет вопросов, подсказок, направляющих вожжей. Не ощущаешь присутствия кого-то постороннего. Кажется, что говорят с тобой, обращаются к тебе. Средний план, крупный, ещё раз крупный, средний. Говорит один, потом — второй, потом — снова первый, потом — третий... Никаких врезок и вставок, никаких оживляющих панорам. Но уже на третьей минуте экранного повествования ты прикован к происходящему с таким напряжением, будто перед тобой развертывается драма. И открываешь постепенно, что так оно и есть. Тебе рассказывают про недавнюю общую боль — засуху 1972 года, сжегшую приволжскую пшеницу. Рассказывают с тоской, угрюмостью, с потерянным жестом бессильных рук. Но без слезливости, обиды, сердитости. Скорее, даже с усмешкой над собственным легковерием: ведь как старались, готовились, как казалось вначале, что побьем рекорды, как потом надеялись хотя бы на хороший, обычный урожай, хотя бы на средний урожай, хотя бы даже на очень плохой, но вышло, что и семян не вернули... Тут в смирении, в мужественной сдержанности, в достоинстве, с каким переносится напасть, открываются такие высоты человеческого духа, что поневоле оглядываешься на традиционные, «рукотворные» искусства: где там — такое, где там — об этом, где там — с этой силой? — Виктор Дёмин 

## Фильмография
Там, где характер участия в фильме не указан, Луньков - одновременно автор сценария и режиссёр.
- 1961 — Никита Кондратьевич
- 1962 — Город на Волге (сценарист), Парень с целины (сценарист совместно с В. Гладышевым)
- 1963 — Вода, Нитрон, Хлеб (сценарист)
- 1964 — Как один жаркий день, Родное гнездо орла (сценарист), Сто счастливых дорог
- 1965 — Душа города (сценарист), Над рекою мост
- 1966 — Город идёт на работу (сценарист), Жёлтая речка, белый леггорн
- 1967 — Приди и открой (сценарист), Так вырастают города
- 1968 — Громобой (редактор), Живут Тельновы (сценарист), Капитан ближнего плавания (сценарист), Наступление
- 1969 — Далеко до апреля (редактор), Система качества (сценарист), Старик (редактор), Трудный хлеб
- 1970 — Канал с семи утра (сценарист), Кукольный театр, Страница
- 1971 — Куриловские калачи, На отчей земле (сценарист), Рабочий день (сценарист совместно с В. Антоновым и В. Ротенбергом), Чабанская точка (сценарист)
- 1972 — Вся наша забота, Главное звено (редактор), Хроника хлебного поля
- 1973 — Вечный узел, Такая работа, Человек для человечества
- 1974 — Глоток после жажды, Разговор с наставником
- 1975 — Почерк строителей
- 1976 — Долженково поле, Рассказ о земле, Творческий человек
- 1977 — Аникины ребята, Николай Кулешов. Моя председательская жизнь
- 1978 — Путь
- 1979 — Школа Алексея Артюхова
- 1980 — Чего не хватает Донгузу?
- 1981 — Земля Тургенева
- 1982 — Два Ивана
- 1983 — Из жизни молодого директора
- 1984 — Где встречается Орлик с Окой, Позиция
- 1985 — Городские — деревенские[6]
- 1986 — Колыбель
- 1987 — Быть и слыть
- 1988 — Два слова в письме, Если не я…
- 1989 — Крестьянский статус
- 1990 — Русские немцы (сценарист)
- 1991 — Вчерашнее кино
- 1992 — Брат названый (сценарист), Двести лет и один день (сценарист)
- 1993 — Мир Ясной Поляны, Убит в Приднестровье (сценарист)
- 1994 — Был Духов день, Строка поэта
- 1995 — Голос интеллигенции (сценарий совместно с С.Ф.Еременковым)
- 1996 — Вечерний разговор, Русалка на ветвях (сценарист)
- 1997 — Русь-деревня, или Была надежда…, Соединяя берега
- 1998 — Живи, мой дом, Письмо к маэстро
- 1999 — Дважды о двоих, Цена азбучной истины, Читатель Пушкина
- 2000 — Бежью разбежалась луговина, Дом Чернышевского, Фильм о фильме
- 2001 — Подарок от генерала, Суженая обитает… / Жизнь на селе
- 2003 — Непонятный Чернышевский, Седьмое письмо Энгельгардта
- 2005 — А если что и остаётся…
- 2006 — Поездка домой
- 2007 — Деревенский лабиринт, Память и мечта

## Награды
- главный приз IV Всесоюзного фестиваля телевизионных фильмов (1971, Минск) — за фильм «Страница»[23];
- премия Союза журналистов СССР (1976)[источник?];
- заслуженный деятель искусств РСФСР (1984)[4];
- Государственная премия РСФСР имени братьев Васильевых (1985) — за фильм «Из жизни молодого директора» (1983)[4];
- приз Всесоюзного фестиваля телевизионных фильмов, диплом международного фестиваля документальных фильмов для кино и телевидения в Лейпциге (1985) — за фильм «Из жизни молодого директора»[11];
- приз «За выдающийся вклад в российскую кинематографию» VIII открытого фестиваля неигрового кино «Россия» (1997, Екатеринбург)[24][25];
- почётный гражданин города Энгельса (1999)[5];
- приз  оргкомитета и жюри 1 международного Байкальского фестиваля документальных, научно-популярных и учебных фильмов «Человек и природа» (2000) — за выдающийся вклад в документальное и учебное кино[26][27];
- диплом победителя « За многолетний подвижнический труд в кино, за честь и достоинство в профессии» Всероссийского кинофестиваля документальных фильмов «Соль земли» (2012)[7].